# モンモランシー公
モンモランシー公（duc de Monmorency）は、フランス貴族の爵位。ヴァル＝ドワーズのモンモランシーを治めるモンモランシー家に与えられた。
モンモランシー公位は、アンヌ・ド・モンモランシーのモンモランシー男爵位が1551年に公爵に昇格することで生まれた。この公位は1632年、アンヌの孫で4代目のアンリ2世が反逆罪で処刑され、失われた。
1633年、アンリ2世の姉シャルロット＝マルグリットとその夫コンデ公アンリ2世に与えられ、コンデ公家が継承した。1689年にはアンギャン公と改名された。
1688年にシャルロットと同族でフランス元帥フランソワ・アンリ・ド・モンモランシーの息子のピネー＝リュクサンブール公シャルル1世フレデリックがボーフォール公位をヴァンドーム公ルイ・ジョゼフ・ド・ブルボンから買い取り、翌1689年、ボーフォール公をモンモランシー公に改名した。この公位は1767年、モンモランシー家の分家であるモンモランシー＝フォッス家が女系継承し、1862年まで続いた。
1864年、皇帝ナポレオン3世によって、6代公の妹アンヌ・ルイーズ・シャルロットを妻とするタレーラン公ナポレオン・ルイの次男ニコラに与えられた。1951年に男系子孫が途絶えたことで、モンモランシー公位も消滅した。

## 第1期（1551年）
1. 1551年 - 1567年：アンヌ（1493年 - 1567年）
2. 1567年 - 1579年：フランソワ (en) （1530年 - 1579年）
3. 1579年 - 1614年：アンリ1世（1534年 - 1614年）
4. 1614年 - 1632年：アンリ2世（1595年 - 1632年）

## 第2期（1633年）
1. 1633年 - 1646年：アンリ1世（1588年 - 1646年）
2. 1646年 - 1686年：ルイ（1643年 - 1686年）
3. 1686年 - 1689年：アンリ2世（1643年 - 1709年）

モンモランシー公は1689年にアンギャン公と改名された。

## 第3期（1689年）
ボーフォール公が1689年にモンモランシー公と改名された。
1. 1688年 - 1726年：シャルル1世フレデリック (fr) （1662年 - 1726年）
2. 1726年 - 1730年：シャルル2世フレデリック (fr) （1702年 - 1764年）
3. 1730年 - 1761年：アンヌ1世フランソワ (fr) （1735年 - 1761年）
4. 1761年 - 1799年：シャルロット・アンヌ・フランソワーズ (fr) （1752年 - 1829年）
1767年 - 1799年：アンヌ2世レオン (fr) （1731年 - 1799年）　1767年にシャルロット・アンヌ・フランソワーズと結婚
5. 1799年 - 1846年：アンヌ3世シャルル (fr) （1768年 - 1846年）
6. 1846年 - 1862年：アンヌ4世ルイ (fr) （1790年 - 1862年）
7. 1864年 - 1915年：ニコラ (fr) （1837年 - 1915年）　アンヌ4世ルイの甥
8. 1915年 - 1951年：ナポレオン (fr) （1867年 - 1951年）